# Escafandra
Para la prenda deportiva conocida como buzo, véase Sudadera.

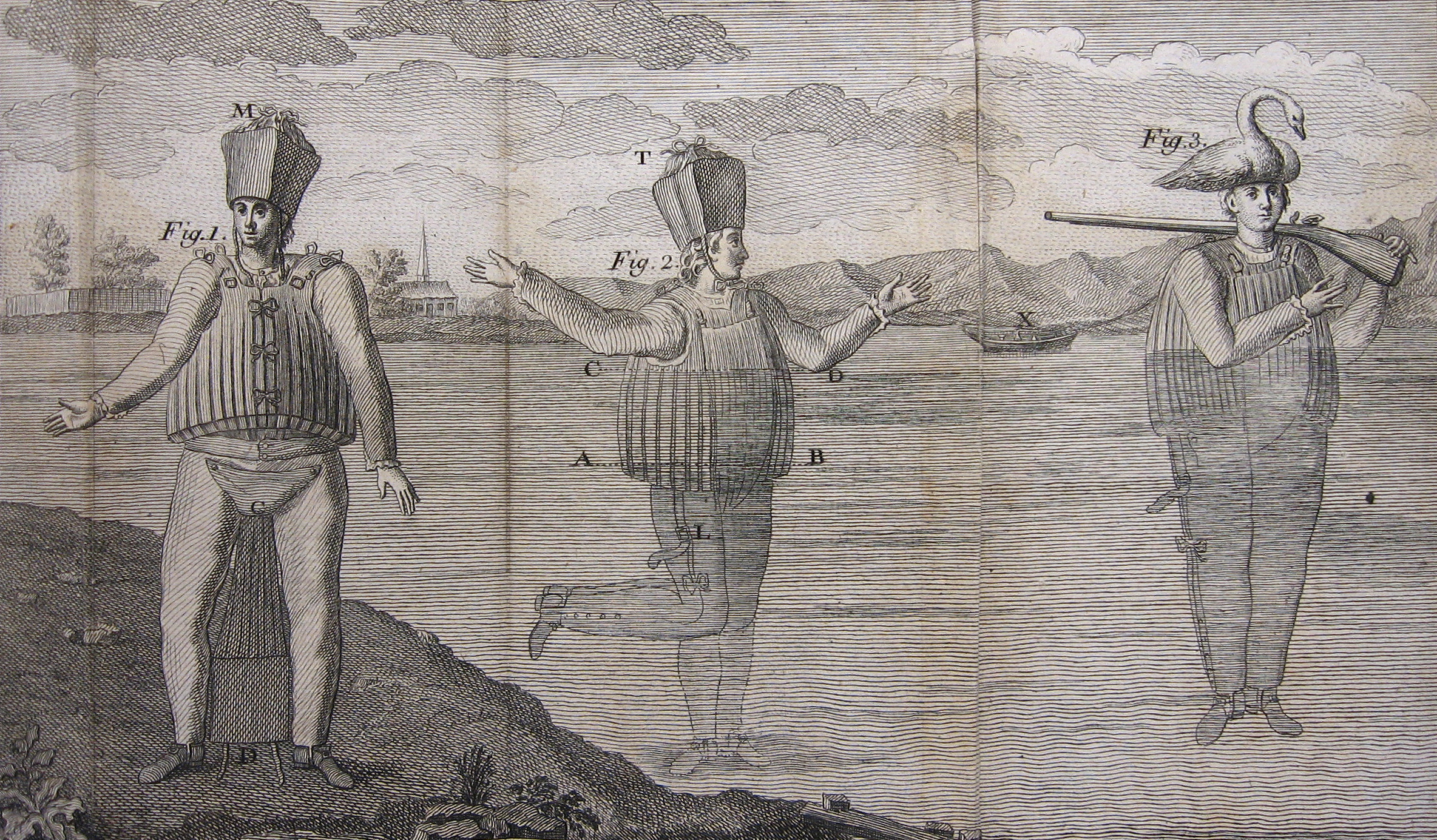
Grabado que representa el scaphandre inventado en 1775 por Jean-Baptiste de La Chapelle.

La palabra escafandra, del francés scaphandre y este del griego skaphe (barca) y andros (hombre), fue utilizada por primera vez en 1775 por el Abad francés Jean-Baptiste de La Chapelle en su libro  Tratado de la construcción teórica y práctica de la escafandra o barco del hombre (Traité de la construction théorique et pratique du scaphandre ou du bateau de l'homme).
Chapelle consistía en un traje realizado en corcho que permitía que los soldados pudieran flotar y atravesar un curso de agua. La Academia de las Ciencias francesa no le encontró utilidad a este invento pero retuvo su nombre, pues años más tarde la palabra scaphandre fue conservada en lengua francesa para equipos de respiración subacuática, pasando seguidamente a la lengua española bajo la forma «escafandra». El primer diseño de una escafandra es de Leonardo da Vinci. Así, actualmente, la palabra ya no se refiere al invento del Abad de la Chapelle sino a un conjunto de equipos y dispositivos que permiten que una persona pueda penetrar con seguridad en un entorno que le es hostil. La palabra «escafandra» se refiere pues a los equipos y dispositivos siguientes :

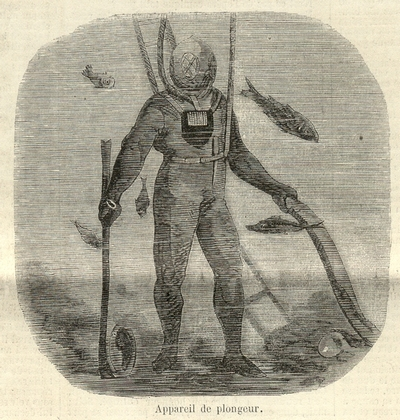
Buzo equipado con escafandra, ilustración fechada en 1858.

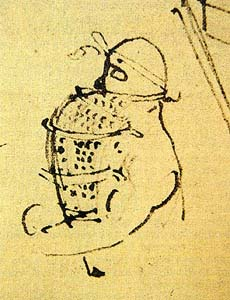
Diseño de escafandra de Leonardo Da Vinci.

Escafandra clásica: Conocida sencillamente como escafandra. Este es el dispositivo al que en lengua española se llama genuinamente «escafandra», el Diccionario de la Real Academia, por ejemplo, define la palabra refiriéndose únicamente a este dispositivo, destinado a deambular bajo las aguas. Consiste en un casco de metal conectado a la superficie mediante una manguera por el que se suministra el aire que el buzo respira durante su inmersión. La impermeabilidad al agua se obtiene mediante un traje de lona recubierta de caucho que se une herméticamente a la parte baja del casco y que mantiene seco el cuerpo del buzo en todo momento (de la cabeza a los pies el buzo está en contacto directo con el aire proporcionado por la superficie, y no por el agua que rodea su escafandra). El traje es flexible, por lo que la presión del agua afecta al aire contenido por la escafandra, comprimiéndolo en proporción a la profundidad alcanzada por el buzo y obligando a este a tomar todas las medidas necesarias que le permitan evitar el síndrome de descompresión.

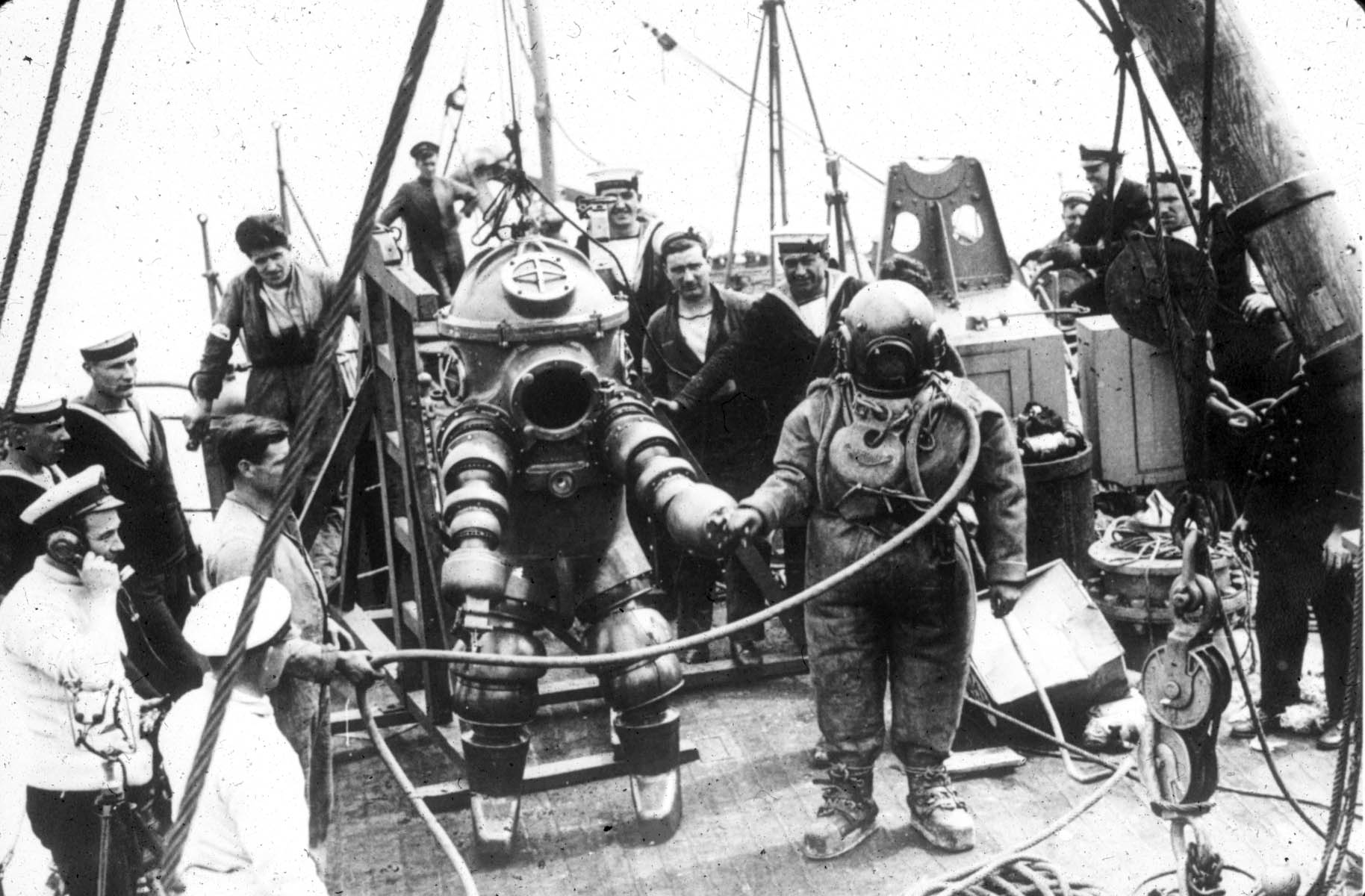
A la izquierda, una escafandra rígida, modelo de 1935 utilizado durante una expedición al pecio del RMS Lusitania. A la derecha una escafandra convencional, con casco de metal y traje de lona flexible impermeable.

Escafandra rígida: Es una evolución de la escafandra anteriormente citada, pero está concebida para las grandes profundidades, hasta cientos de metros de profundidad en el caso de los modelos más avanzados. Las escafandras rígidas pueden ser autónomas (con una reserva de aire limitada y transportada por el buzo) o depender del aire suministrado por la superficie, pero en ambos casos están constituidas de partes rígidas articuladas. Esto último hace que la presión del aire en el interior de una escafandra atmosférica pueda permanecer equivalente a la presión atmosférica, es decir la presión del aire que hay en superficie, por lo que el buzo no necesita las mismas precauciones que una escafandra de casco y traje flexible en lo referente a su descompresión de gases.

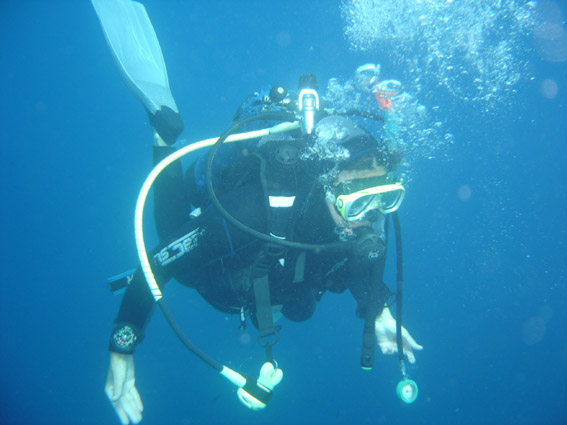
Un buceador actual, equipado con una escafandra autónoma (botella de aire comprimido, regulador, traje de neopreno, aletas, lastre y una herramienta de descompresión, como por ejemplo un ordenador de buceo).

Escafandra autónoma: Este término designa en realidad al equipo utilizado por un submarinista que bucea con un equipo completamente independiente de la superficie (un regulador acoplado a una reserva de aire comprimido, un reciclador etc.). La escafandra autónoma es el dispositivo de buceo más habitual desde que en 1943 los franceses Jacques-Yves Cousteau y Émile Gagnan inventaron el regulador. En la actualidad los buceadores hispanohablantes no la llaman «escafandra autónoma» sino que se refieren a ella simplemente mediante el término general «equipo de buceo». En el caso del buceo con regulador dicho equipo comprende habitualmente como mínimo una o más botellas de aire comprimido (u otros gases respirables), el regulador que permite descomprimir el aire a la presión del entorno (para hacerlo respirable para el buceador), un traje de buceo (en general constituido de neopreno), aletas de buceo, lastre y las herramientas necesarias para el cálculo de la descompresión (en general un ordenador de buceo, aunque también es posible realizar el cálculo mediante tablas de descompresión, cronómetro y profundímetro). La herramienta de descompresión (ordenador o tablas) es necesaria para un buceador autónomo porque su regulador le proporciona en todo momento un aire que se encuentra a la misma presión que el agua que le rodea. El buceador autónomo se encuentra por lo tanto en la misma situación de compresión de gases que un buzo tradicional con casco y manguera de aire, pero no un buzo que utilice una escafandra rígida.
Escafandra o traje espacial: El término «escafandra» también se aplica a los trajes que los astronautas utilizan para sus paseos espaciales. Con dependencia o autonomía de su vehículo espacial estos trajes o escafandras espaciales mantienen en su interior una presión atmosférica constante, al igual que lo hacen las escafandras atmosféricas utilizadas para explorar las grandes profundidades oceánicas.
Escafandra estratonáutica: Finalmente, en el dominio de la aviación, fue un traje presurizado diseñado por el coronel Emilio Herrera Linares en 1935 para ser usado durante un vuelo estratosférico mediante un globo aerostático de barquilla abierta programado para el año siguiente. Se le considera uno de los antecedentes del traje espacial.